# The Beast Within: A Gabriel Knight Mystery
The Beast Within: A Gabriel Knight Mystery (também conhecido como Gabriel Knight 2: The Beast Within) é um jogo de aventura de apontar e clicar, criado por Jane Jensen, desenvolvido e publicado pela Sierra On-Line e lançado para MS-DOS, Macintosh e Microsoft Windows, em 1995. a sequência de Gabriel Knight: Sins of the Fathers, de 1993, a história do jogo se concentra em uma nova investigação para Gabriel Knight, ajustando-se à sua nova vida como um "caçador de sombras", enquanto ele investiga uma onda de matança em Munique que se acredita ser obra de um lobisomem, com a assistência em seu trabalho de Grace Nakimura, que investiga uma ligação entre as mortes e os últimos anos de um rei da Baviera no século XIX.
Ao contrário de seu antecessor, o jogo foi projetado como um filme interativo, produzido inteiramente em vídeo em movimento tota - uma tecnologia que era popular na época para produção de jogos, mas cara de usar - com cenário gerado por computador usado para locais no jogo e um cronograma rigoroso de filmagem e narração.  Além disso, o envolvimento de cenas live-action exigiu uma reformulação dos personagens principais, com Dean Erickson e Joanne Takahashi interpretando os papéis principais, ambos jogáveis durante a história em intervalos diferentes.
The Beast Within recebeu elogios da crítica por sua narrativa e caracterização, bem como sua apresentação, mas não foi um sucesso comercial como Jensen esperava. Apesar disso, recebeu uma sequência, Gabriel Knight 3: Blood of the Sacred, Blood of the Damned, em 1999.

## Jogabilidade
The Beast Within é um jogo de aventura de apontar e clicar, jogado de uma perspectiva de terceira pessoa e de uma perspectiva de primeira pessoa é usada em alguns pontos durante o jogo. a história é dividida em seis capítulos que se desenrolam de forma linear, todos conduzidos entre os dois personagens jogáveis – metade envolve gabriel e a outra metade envolve grace. em cada capítulo, os jogadores devem completar um conjunto de ações necessárias para avançar a história, mas podem fazê-lo de forma não linear e podem conduzir ações opcionais que podem fornecer informações sobre a história e os eventos do jogo. cada capítulo apresenta uma variedade de locais que o jogador pode visitar, alguns dos quais envolvem um mapa aéreo que usa um sistema de dicas para destacar os principais locais que têm ações a serem realizadas no capítulo. com os jogos sierra da época, uma pontuação em execução é usada para manter o controle sobre as ações, tanto obrigatórias quanto opcionais, que os jogadores concluíram (por exemplo, adquirir um objeto necessário para um quebra-cabeça).
Em cada local, o jogador pode mover o cursor para encontrar itens para interagir, ou lugares onde eles podem se mover para outro ponto ou site. diferente de Gabriel Knight: Sins of the Fathers, o cursor é sensível ao contexto e conduzirá uma ação quando o jogador interagir com algo, dependendo do que a interação envolverá - interagir com uma pessoa, por exemplo, iniciará uma conversa. No entanto, os itens coletados e colocados no inventário do personagem, que podem ser examinados quando selecionados, precisam ser tornados um item ativo antes que possam ser usados em objetos interativos. Outras opções incluem: acesso a um menu principal para salvar/carregar um jogo, alterar as configurações ou sair do jogo atual;  uma seção de filmes, permitindo que os jogadores reproduzam filmes desbloqueados durante o jogo; e uma opção, disponível até o capítulo final, para rever conversas anteriores como Gabriel, ou revisar notas feitas por Grace. As conversas focam em uma série de tópicos, com outros adicionais se tornando disponíveis conforme o jogador progride na história. Em algumas situações, o jogador deve superar uma situação perigosa ou correr o risco de ocorrer um momento de game over, forçando-o a tentar novamente, reiniciar o jogo ou restaurar um salvamento anterior.

## História

### Contexto
The Beast Within se passa em um mundo onde o oculto e o sobrenatural existem ao longo da história humana – como fantasmas, cultistas e demônios. Para combater aqueles que usam tais forças para o mal contra a humanidade estão os "Schattenjägers" – uma tradução alemã das palavras "Caçadores de Sombras" – que assumem a responsabilidade de defender os inocentes de tais seres; suas origens, no entanto, estão envoltas em mistério. O enredo é influenciado pela mitologia dos lobisomens e pelos antecedentes históricos do Rei Ludwig II e Richard Wagner entre 1870 e 1886, com a história criando eventos fictícios sobre o relacionamento do par durante esse período, com o jogo em si ocorrendo principalmente na cidade de Munique e vários locais no sul da Alemanha.

### Personagens e elenco
Os jogadores assumem o papel de Gabriel Knight, interpretado por Dean Erickson, e Grace Nakimura, interpretada por Joanne Takahashi, ambos usam suas próprias abordagens para investigar uma onda de assassinatos em Munique e o pano de fundo por trás deles. Eles recebem alguma assistência em seu caso de Gerde Hull, interpretado por Andrea Martin; e Kriminalkommissar (Comissário de Polícia) Leber, interpretado por Nicholas Worth. Devido às cenas de ação ao vivo usadas no jogo, a história apresenta um elenco proeminente, incluindo Peter J. Lucas, Kay E. Kuter, Richard Raynesford, Wolf Muser, Fredrich Solms, Clement von Franckenstein;  Bruce Ed Morrow, Judith Drake, Greg Bennick, Brad Greenquist e Michael Wilhelms.

### Enredo
O romancista Gabriel Knight assumiu a residência do castelo ancestral de sua família Ritter, Schloss Ritter, em Rittersberg, Alemanha, após escrever um romance best-seller intitulado The Voodoo Murders, com base em suas experiências do ano anterior em Nova Orleães (Sins of the Fathers). Enquanto busca inspiração para um novo manuscrito, Gabriel ainda está se ajustando às suas novas responsabilidades como o mais novo Schattenjäger ("caçador de sombras") - um papel que seus ancestrais assumiram no combate a males sobrenaturais. Uma noite, os cidadãos locais pedem a Gabriel para investigar uma morte misteriosa que eles acreditam ter sido causada por um lobisomem. Gabriel pede a Gerde Hull, zelador do Schloss Ritter, para fazer uma pesquisa sobre o assunto enquanto ele investiga a cena do crime em Munique.
Em Munique, Gabriel descobre assassinatos recentes que a imprensa e a polícia local acreditam que podem ter sido cometidos por lobos fugitivos do zoológico. As evidências de Gabriel, no entanto, apontam para um animal maior, parecido com um lobo, mas diferente. Sua investigação o leva a um clube de caça exclusivo; seu líder, o Barão Friedrich Von Glower, intrigado por Gabriel e notando que ele vem de uma admirável linhagem alemã, o recebe como membro.
Enquanto isso, a assistente de Gabriel, Grace Nakimura, deixada para cuidar de sua livraria em Nova Orleans, voa para Rittersberg ao receber notícias dele sobre seu novo caso. Ela fica irritada quando não consegue rastrear Gabriel e Gerde não se oferece para revelar seu paradeiro. Depois de concluir erroneamente que Gerde e Gabriel têm um relacionamento romântico, ela fica furiosa e insiste que ela assuma as tarefas de pesquisa. Grace mais tarde percebe seu erro e pede desculpas por seu comportamento.  Grace descobre informações sobre o Black Wolf, um lobisomem que aterrorizou a área séculos antes, e uma conexão com o Rei Ludwig II da Baviera. Ela envia suas descobertas para Gabriel por meio do advogado da família dele.
Em munique, gabriel fica irritado porque grace chegou à alemanha, acreditando que esse caso é muito perigoso. para mantê-la a uma distância segura, ele sugere que ela investigue a conexão de ludwig. gabriel descobre que o clube de caça tem uma filosofia de que a humanidade se tornou complacente e deve revitalizar os instintos animais perdidos, geralmente por meio da caça e do hedonismo. enquanto gabriel passa a suspeitar do membro do clube von zell, ele também desenvolve uma amizade com von glower.
Grace visita museus, incluindo o castelo de neuschwanstein do rei ludwig ii, obtém acesso ao seu diário e descobre que ludwig ii sofria de licantropia graças ao lobo negro. ludwig e richard wagner conduziram experimentos juntos para produzir uma combinação sonora para forçar a transformação de um lobisomem, escrita em uma ópera de wagner.  no entanto, seu plano de expor e matar o lobo negro com a ópera foi interrompido pela morte de Wagner, e Ludwig escondeu as partituras antes de ser preso por insanidade, deixando a ópera perdida.
Gabriel participa enquanto o clube de caça sai em uma viagem de caça, e ele descobre provas de que von zell é um lobisomem: Gabriel o testemunha comendo restos humanos em um esconderijo na floresta. Gabriel revela isso a Von Glower, que, horrorizado com o que descobre, concorda em ajudar a matá-lo. Gabriel é mordido pelo lobisomem antes que Von Glower chegue e, hesitante em atirar, joga seu rifle para Gabriel. Gabriel mata o lobo antes de desmaiar, agora infectado com licantropia. Grace chega em Munique e encontra Gabriel, que é colocado em quarentena.
Grace e Gabriel descobrem que Von Glower é o Lobo Negro centenário; como a fonte da maldição, ele é o "alfa" que Gabriel deve matar para se curar.  Em uma carta, Von Glower revela que infectou Von Zell (que então enlouqueceu) em uma tentativa fracassada de ganhar uma companheira, e implora a Gabriel como um espírito afim, pedindo que ele abrace a licantropia e se junte a ele como um lobisomem. Grace encontra a partitura da ópera perdida de Wagner, e uma grande apresentação é organizada. A ópera é apresentada com Von Glower na plateia, e no clímax da ópera, Von Glower e Gabriel se transformam em lobos. Eles correm para o porão da casa de ópera, onde Grace e Gabriel forçam Von Glower a entrar em um incinerador, queimando-o até a morte e, assim, curando a licantropia de Gabriel. Depois, Gabriel lamenta Von Glower, admirando o homem apesar de suas ações. Ele então garante a Grace que não a manterá mais à distância durante casos perigosos.

## Desenvolvimento
O jogo foi lançado para PC e Macintosh. A versão para Macintosh usa um player de vídeo desenvolvido pela Sierra em vez de uma tecnologia pronta para uso, como o QuickTime, e tinha uma tendência a travar ou rodar lentamente em processadores 680x0. Há uma reimpressão compatível com XP em DVD com filmes desentrelaçados, mas é exclusiva para o mercado italiano.
The Beast Within tem um enredo muito mais envolvente do que seu antecessor, Sins of the Fathers. Jane Jensen disse que isso ocorreu porque os gráficos FMV "limitavam a interatividade que podíamos fazer. Eu tentei especificamente colocar muito mais intriga no enredo, então, embora a interatividade fosse mais fácil, ainda haveria carne suficiente para manter as pessoas envolvidas".
O papel de Gabriel Knight foi reformulado, já que Jensen sentiu que Tim Curry, que dublou Knight em Sins of the Fathers, não parecia adequado para o papel. Dean Erickson assumiu o papel e fez uma interpretação do personagem marcadamente diferente da de Curry. Erickson explicou que "não havia como eu fazer Tim Curry, porque... você sabe, Tim Curry é Tim Curry. Ele era um pouco mais animado ou talvez você pudesse dizer exagerado. O que ele estava fazendo exigia isso. O que eu estava fazendo exigia algo um pouco mais pé no chão e fundamentado". Ele esclareceu que "[Curry] apenas dublou um personagem e, devido à natureza da animação, as vozes muitas vezes precisam ser mais exageradas, porque elas precisam transmitir mais de tudo sem o aspecto visual de uma pessoa real e viva na tela".
Para se preparar para o papel, Erickson estudou intensamente filmes com personagens sulistas e gravações de voz de dialetos sulistas para fazer seu sotaque soar natural. Ele gostou do papel e mais tarde disse que se a série Gabriel Knight tivesse continuado usando FMV de ação ao vivo, ele teria feito mais.
As filmagens das cenas cortadas foram feitas na Califórnia em meados de 1995. Erickson lembrou que, devido às restrições orçamentárias dos videogames, esperava-se que os atores aparecessem no set preparados para fazer uma apresentação perfeita; o diretor Will Binder não faria mais do que duas tomadas de qualquer cena, a menos que fosse absolutamente necessário. Além disso, todas as narrações de Erickson foram gravadas em um único dia em um estúdio de som.
De acordo com Jensen, The Beast Within ultrapassou em muito seu "orçamento modesto... original". Ela resumiu:
"Digamos apenas que as lutas entre orçamento e cronograma vs. padrões de produção vs. história e conteúdo foram tão ruins em GK2 quanto eu já experimentei, não apenas por três meses ou mais, mas por toda a fase de produção, cerca de 18 meses. Por 18 meses eu tive a Espada de Dâmocles - aquela ameaça final do designer de cancelamento ou cortes sérios e reestruturação pairando sobre minha cabeça".
Em Neuschwanstein, as pinturas reais no Singer's Hall foram alteradas para corresponder ao enredo. As filmagens das cenas cortadas foram parcialmente documentadas na série britânica Bad Influence!, levando a apresentadora Violet Berlin a ter uma breve participação especial.
De acordo com Todd Vaughn da PC Gamer US, o Gabriel Knight original não foi tão bem-sucedido quanto Jensen queria. No entanto, ele observou antes do lançamento de The Beast Within que "ela espera que a mesma atenção ao desenvolvimento de personagens e quebra-cabeças, juntamente com a nova tecnologia de vídeo, satisfaça tanto o quebra-cabeça hardcore quanto alcance um público mais amplo".

### Trilha sonora
Em todos os jogos de Gabriel Knight, o popular hino gospel "When the Saints Go Marching In" pode ser ouvido, embora em diferentes remixes e formas. Em The Beast Within, ele é ouvido quando Gabriel está visitando a Marienplatz em Munique.
Além de criar a trilha sonora para o segundo jogo ao lado de Jay Usher, o compositor da série Robert Holmes escreveu a música para uma cena da ópera fictícia intitulada "Der Fluch Des Engelhart" ("A Maldição de Engelhart").

## Recepção
Nos Estados Unidos, The Beast Within foi o quarto jogo de computador mais vendido em janeiro de 1996, e o 17º mais vendido dos primeiros seis meses de 1996. O jogo e seu antecessor, Gabriel Knight: Sins of the Fathers, vendeu um total combinado de 300.000 cópias até dezembro de 1998. Leslie Gornstein do Orange County Register escreveu que esses números foram "considerados um sucesso no mundo das aventuras, de acordo com Jensen". Em outro lugar, Jensen expressou frustração com o desempenho comercial de The Beast Within. Ela escreveu que esperava que ele atraísse um público grande e mainstream, e comentou em retrospecto: "Eu pensei que estaria no top dez. E foi - por cerca de uma semana". Jensen comentou ainda que o lançamento do jogo na véspera de Natal foi um fator que contribuiu para seu baixo desempenho.
O jogo foi muito bem recebido pela crítica; no GameRankings ele pontuou 90,50% (com base em 6 avaliações). William R. Trotter, da PC Gamer US, escreveu que "The Beast Within estabelece um novo padrão — dentro do gênero de aventura gráfica, pelo menos — para entretenimento interativo". Johnny L. Wilson da Computer Gaming World, também declarou que era "um benchmark de aventura gráfica".
O crítico Philip Jong da Adventure Classic Gaming deu ao jogo 5 de 5 estrelas, dizendo que "é uma aventura interativa épica que triunfa tanto na jogabilidade quanto na narrativa. Ele mistura magistralmente fantasia e um toque de história da vida real para adicionar um grau incomparável de realismo a um jogo de aventura. Com este título, a Sierra On-Line define os padrões para desenvolver papéis principais femininos fortes; Jensen deve ser elogiada por seu desenvolvimento de um modelo feminino inteligente". Um crítico da Next Generation também elogiou a personagem Grace, assim como a performance "apropriadamente sarcástica" de Joanne Takahashi no papel. Ele comparou o jogo favoravelmente ao Phantasmagoria da Sierra (que usa o mesmo motor), citando a maior quantidade de conteúdo de jogabilidade e melhor cenário, e classificou-o como uma das melhores aventuras gráficas em geral devido ao seu "enredo detalhado e evoluído com um sistema gráfico fácil de usar, mas sofisticado". Maximum comentou que "The Beast Within é um dos poucos [filmes interativos] que conseguem prender a atenção do jogador, em grande parte devido ao enredo interessante que o percorre. Graficamente, o jogo também é bem inteligente, os atores digitalizados funcionam bem com o [cenário] gerado por computador no qual são sobrepostos".

### Prêmios
The Beast Within ganhou o prêmio "Jogo do Ano" da Computer Gaming World em 1995, e foi nomeado o melhor jogo de aventura para computador de 1995 por Computer Games Strategy Plus, e o melhor de 1996 pela GameSpot e PC Gamer US. Também ganhou o prêmio de "Melhor História" da GameSpot. saudando-o como "um dos melhores jogos de aventura de todos os tempos", os editores do PC Gamer US escreveram: "Se fosse apenas um filme, The Beast Within superaria facilmente 99 por cento do que passa por terror na tela grande hoje em dia". A equipe do Computer Gaming World chamou isso de "a continuação de uma tradição brilhante - a aventura gráfica como arte".
The Beast Within foi finalista do prêmio "Melhor Jogo de Aventura/RPG", "Melhor Roteiro, História ou Escrita Interativa" e "Melhor Uso de Vídeo" da Computer Game Developers Conference de 1996 Spotlight Awards. No entanto, esses prêmios foram respectivamente para The Elder Scrolls II: Daggerfall, You Don't Know Jack XL e Wing Commander IV. Em 1996, a GamesMaster classificou o jogo em 71º lugar em sua lista dos "100 melhores jogos de todos os tempos."

## Legado
Em 1998, The Beast Within foi adaptado para um romance por Jane Jensen. A adaptação do romance do primeiro jogo é uma adaptação direta dos eventos do jogo, uma abordagem que Jane Jensen decidiu, em retrospecto, não ser a maneira mais bem-sucedida de apresentar Gabriel Knight a um público literário. Para o segundo romance, ela "jogou toda a ideia do jogo fora e começou novamente do zero". Ambos os livros estão fora de catálogo desde 2010. Como parte de sua campanha Kickstarter de 2012 para financiar um novo jogo de aventura, Jensen ofereceu os dois romances de Gabriel Knight como e-books para patrocinadores que prometessem US$ 50 ou mais
Em 1996, a Computer Gaming World nomeou The Beast Within o 17º melhor jogo de computador de todos os tempos, a posição mais alta para qualquer aventura gráfica. Os editores declararam Jane Jensen como "a Anne Rice interativa". Em 1998, a PC Gamer US declarou-o o 27º melhor jogo de computador já lançado, e os editores escreveram que ele "supera o primeiro [jogo] em pura emoção e esplendor gráfico". Em 2000, a Computer Games Strategy Plus nomeou The Beast Within como uma das "10 aventuras gráficas essenciais" e o chamou de "provavelmente o melhor jogo de aventura baseado em vídeo já lançado". Em 2011, a Adventure Gamers nomeou Gabriel Knight 2 como o terceiro melhor jogo de aventura já lançado.
Em uma revisão retrospectiva de 2004, Dan Ravipinto, da Adventure Gamers, chamou The Beast Within de "um dos poucos jogos de computador que realmente envolve crescimento pessoal e significativo em um personagem-jogador. Facilmente um dos melhores jogos de vídeo Full Motion já feitos".
Escrevendo para a Vice Media em 2021, Jess Morrissette credita a escrita do jogo, as performances de atuação e os temas queer, chamando The Beast Within de uma "pequena obra-prima em jogos de aventura".

## Ligações Externas
- Site da Sierra sobre o Gabriel Knight 2 no Wayback Machine (arquivado em 2001-08-02)
- The Beast Within: A Gabriel Knight Mystery. no IMDb.
- The Beast Within: A Gabriel Knight Mystery no MobyGames